# Константиноградовка (Амурская область)
Константиногра́довка — село в Ивановском районе Амурской области России, образует Константиноградовский сельсовет.

## География
Село Константиноградовка стоит на правом берегу реки Козловка (правый приток Ивановки, бассейн Зеи).
Село Константиноградовка расположено к северо-востоку от районного центра Ивановского района села Ивановка (на автодороге областного значения Ивановка — Екатеринославка (Поздеевка), расстояние (через Луговое) — 26 км.
На северо-восток от села Константиноградовка идёт дорога к селу Ерковцы.

## История
Село Константиноградовка было основано вольными переселенцами из Полтавской и Екатеринославской губерний 18 июля 1884 года.

## Население
| 2002 | 2010 | 2012 | 2013 | 2014 | 2015 | 2016 |
| ---- | ---- | ---- | ---- | ---- | ---- | ---- |
| 677  | ↘580 | ↘567 | ↘565 | ↘558 | ↗565 | ↘552 |
| 2017 | 2018 |      |      |      |      |      |
| ↘546 | ↘525 |      |      |      |      |      |

## Известные уроженцы, жители
В 1908 году в селе Константиноградовка родился Алексей Ильич Саенко — советский учёный-онколог, доктор медицинских наук, профессор. Участник Великой Отечественной войны.